# Flero
Flero is een gemeente in de Italiaanse provincie Brescia (regio Lombardije) en telt 7631 inwoners (31-12-2004). De oppervlakte bedraagt 9,9 km², de bevolkingsdichtheid is 829 inwoners per km².

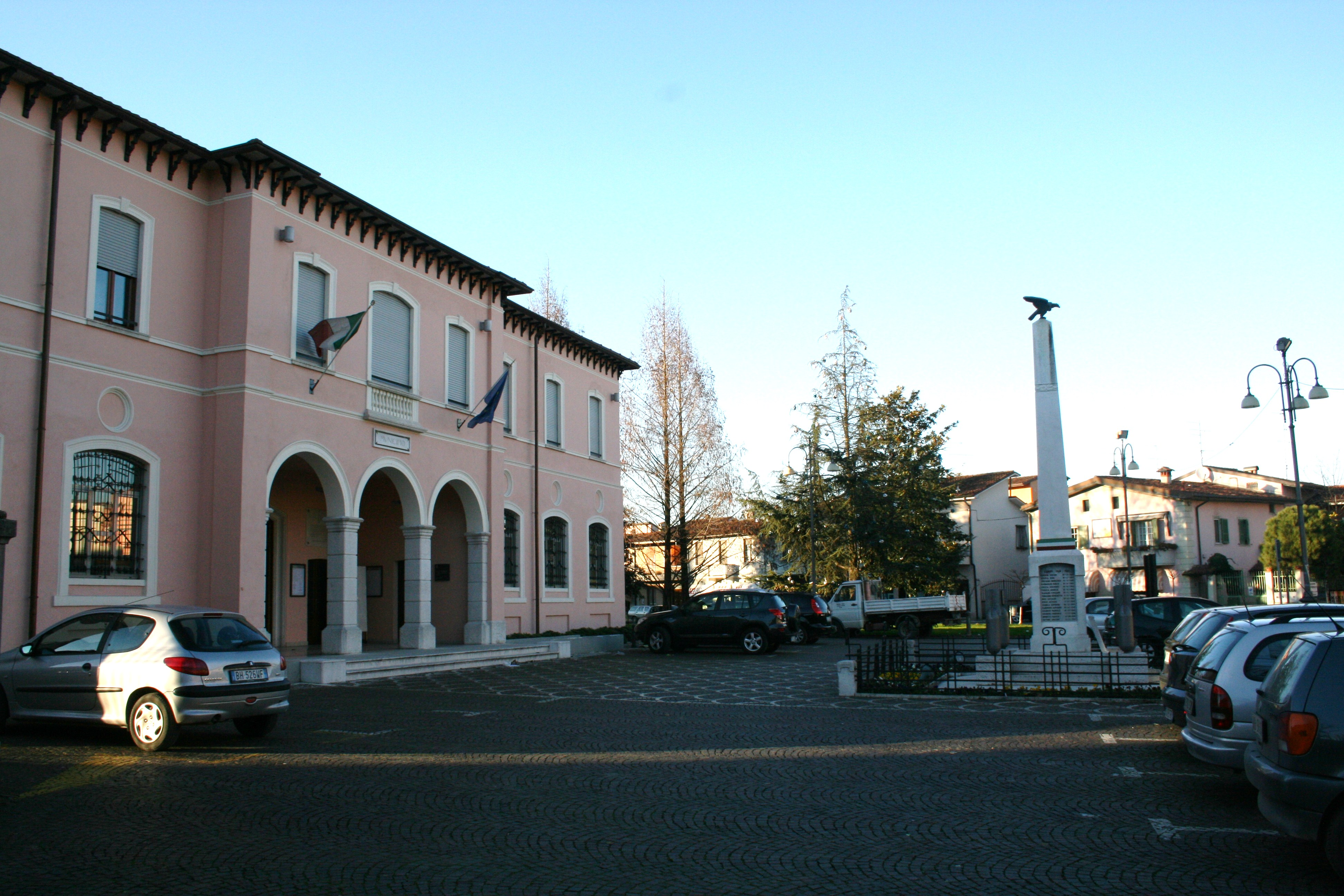
Plein van Flero, met links het gemeentehuis
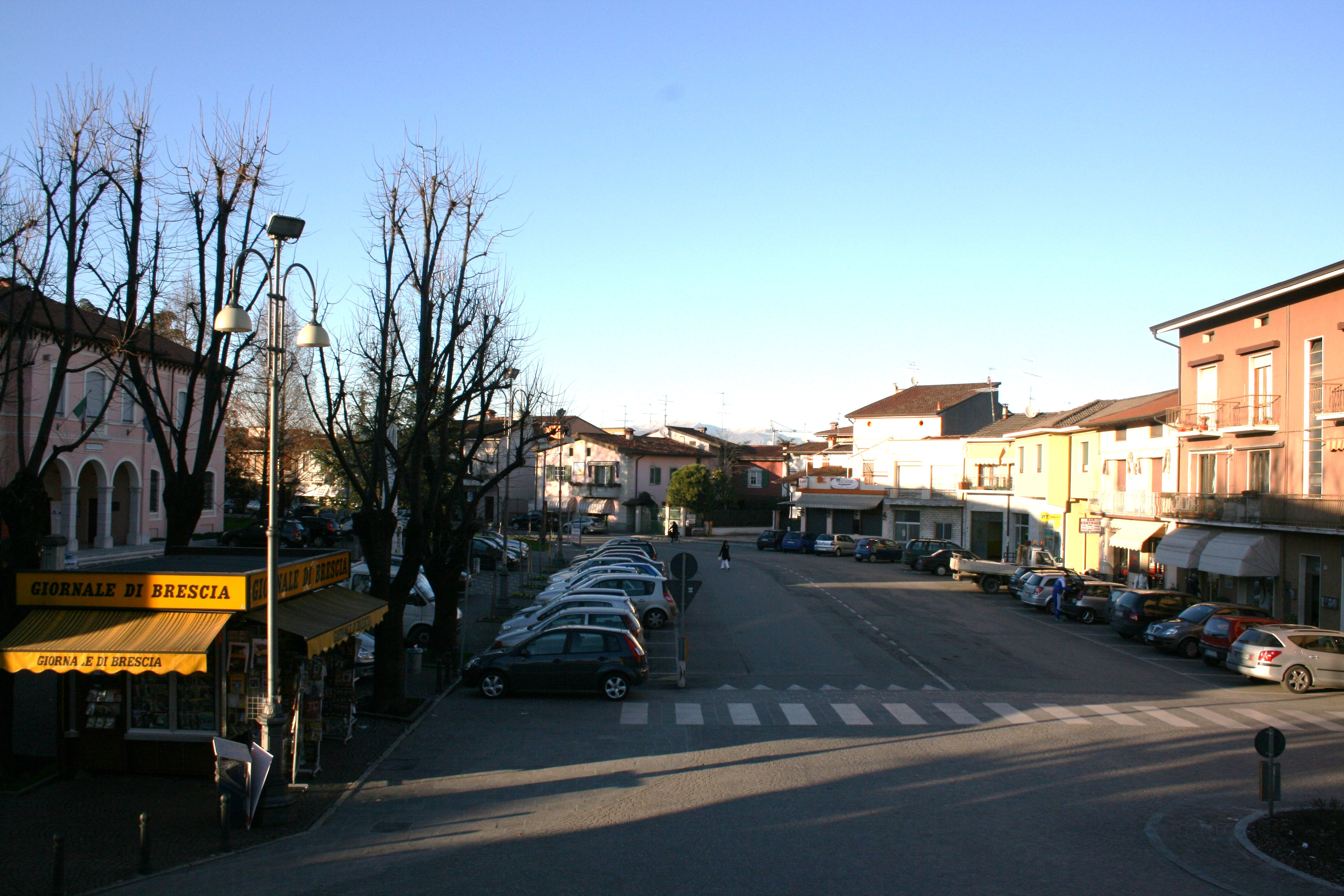
Plein van Flero

## Demografie
Flero telt ongeveer 2949 huishoudens. Het aantal inwoners daalde in de periode 1991-2001 met 0,2% volgens cijfers uit de tienjaarlijkse volkstellingen van ISTAT.
| Jaar | Inwoneraantal |
| ---- | ------------- |
| 1991 | 7509          |
| 2001 | 7495          |

## Geografie
Flero grenst aan de volgende gemeenten: Brescia, Capriano del Colle, Castel Mella, Poncarale, San Zeno Naviglio.

## Geboren
- Andrea Pirlo (1979), voetballer